# Obefläckade avlelsen
Obefläckade avlelsen (latin: Immaculata Conceptio) är en katolsk lära enligt vilken Jungfru Maria, genom nåd och ett särskilt privilegium från Gud, från sin första tillblivelse har varit fri från arvsynd.
Anledningen till detta är att synden uppfattas som en defekt, och Maria behövde en fullkomlig mänsklig natur för att kunna ge den till Jesus. Jungfru Marias syndfrihet är en vanlig tanke i äldre teologi, men i denna utformning blev den katolsk dogm först 1854, då den proklamerades av påve Pius IX i den apostoliska konstitutionen Ineffabilis Deus (”Outsäglige Gud”).
Den obefläckade avlelsen blandas ofta helt felaktigt ihop med Jesu jungfrufödsel. Därför hävdas det ibland felaktigt att Jungfru Maria också enligt katolsk lära skulle ha tillkommit genom jungfrufödsel.
Den högtidsdag då Jungfru Marie avlelse firas sedan tidig medeltid är den 8 december. Den infördes av påve Sixtus IV år 1476 och var en stark tradition även innan läran blev officiell dogm 1854. Dagen kallas i nuvarande svenska katolska kalender för "Jungfru Marias utkorelse och fullkomliga renhet" och utgjorde förr en förpliktande helgdag. Enligt Gudstjänstkongregationens beslut är sedan den 30 november 2016 högtiden inte längre förpliktande inom Stockholms katolska stift.
Immaculata conceptio är även namnet på en bildframställning av Jungfru Maria som blev vanlig i västerlandet från 1500-talet, och där Maria framställs som en ung flicka i väntan på att motta bebådelsen.
Folklig fromhet till Jungfru Maria såsom obefläckat avlad är orsaken bakom förekomsten av det i spansktalande länder inte ovanliga flicknamnet Concepción, som på sina håll även är ett stadsnamn, som för Concepción i Chile.